# Reprezentacja Montserratu w piłce nożnej mężczyzn
Reprezentacja Montserratu w piłce nożnej – narodowa drużyna brytyjskiej posiadłości na Karaibach, zarządzana przez Federację Piłki Nożnej Montserratu (Montserrat Football Association), założona w 1973. Członkiem CONCACAF została w 1994, a FIFA w 1996. Nigdy nie zakwalifikowała się do finałów mistrzostw świata ani Złotego Pucharu CONCACAF. Trenerem reprezentacji jest pochodzący z Antigui i Barbudy George Dublin.
Reprezentacja Montserratu zajmuje obecnie (28 czerwca 2016) ostatnie, 35. miejsce w CONCACAF i 194. w FIFA. Reprezentacja ta wygrała tylko dwa mecze z Anguillią zarówno u siebie, jak i na wyjeździe. Oprócz jednego remisu również z Anguillią w Saint Lucia; 14.05.1991. Wszystkie pozostałe mecze zostały przegrane.
Montserrat przegrywając 2:5 z Belize, został 16 czerwca 2011 pierwszą drużyną na świecie, która rozpoczęła kwalifikacje do Mistrzostw Świata w Piłce Nożnej 2014.

## Udział wmistrzostwach świata
- 1930 – 1962 – Nie brał udziału (był kolonią brytyjską)
- 1966 – 1994 – Nie brał udziału (nie był członkiem FIFA)
- 1998 – Nie brał udziału
- 2002 – 2022 – Nie zakwalifikował się

## Udział wZłotym Pucharze CONCACAF
- 1991 – Nie zakwalifikował się
- 1993 – Nie brał udziału
- 1996 – Nie zakwalifikował się
- 1998 – Nie brał udziału
- 2000 – 2002 – Nie zakwalifikował się
- 2003 – Wycofał się z kwalifikacji
- 2005 – Nie zakwalifikował się
- 2007 – 2009 – Nie brał udziału
- 2011 – 2015 – Nie zakwalifikował się
- 2017 – Nie brał udziału
- 2019 – 2021 – Nie zakwalifikował się

## Udział wPucharze Karaibów
- 1989 – 1990 – Nie brał udziału
- 1991 – 1992 – Nie zakwalifikował się
- 1993 – Nie brał udziału
- 1994 – 1995 – Nie zakwalifikował się
- 1996 – 1999 – Nie brał udziału
- 2001 – 2005 – Nie zakwalifikował się
- 2007 – 2008 – Nie brał udziału
- 2010 – 2014 – Nie zakwalifikował się
- 2017 – Nie brał udziału